# هيروشي ياسودا
هيروشي ياسودا (باليابانية: 安田浩؛ بالكانا: やすだ ひろし) هو مهندس وعالم حاسوب ياباني، ولد في 1944 في طوكيو في اليابان.